# Henric I de Geldern
Henric I (n. 27 mai 1117 – d. 10 septembrie 1182) a fost conte de Geldern din 1131 până la sfârșitul vieții.
Henric a fost fiul contelui Gerard al II-lea de Geldern cu Ermengarda de Zutphen.
La moartea tatălui său, Henric a preluat Comitatul de Geldern, și după moartea mamei sale în 1138 a moștenit Comitatul de Zutphen.
Henric s-a aflat sub puternica presiune exercitată de episcopul de Utrecht și de conții de Olanda, fiind forțat de cei din urmă să negocieze încheierea unui tratat cu orașul Utrecht.
În 1135 Henric s-a căsătorit cu Agnes de Arnstein, fiică a contelui Ludovic al III-lea de Arnstein. 
În 1182 a fost succedat de fiul său, Otto I. Henric este înmormântat în Kloosterkamp.